# گراهام کندی
گراهام کندی (انگلیسی: Graham Kennedy؛ ۱۵ فوریهٔ ۱۹۳۴ – ۲۵ مهٔ ۲۰۰۵) شخصیت رادیو-تلویزیونی، کمدین، سرگرمی‌ساز، بازیگر، مجری و سلبریتی مشهور اهل استرالیا بود.
از فیلم‌ها یا برنامه‌های تلویزیونی که وی در آن نقش داشته است، می‌توان به میدان‌های کشتار، استنلی و باشگاه اشاره کرد.